# 电光快车侠2
《电光快车侠2》是一部日本动画片，正式名称为，是《电光快车侠》的续集。
2002年4月7日至2003年3月30日在东京电视台播出。共52回；全77话。

## 概要
该片讲述的是《电光快车侠》几年之后的故事，部分人物的声优有变更。基本与《电光快车侠》一样是面向小学生的作品。前作的主人公哲雪在故事的最后几集登场。

## 故事
电光快车侠与黑魔头两军离开数年后。由于黑魔头军再没有入侵地球的事被判明，JHR基地
面临着被封闭的命运。不过现在，黑魔头军又再度袭来。他们的目的是为了带给人类不幸，并利用人类小学生圣桥健太来协助他们做坏事。期间健太误入了500系新干线所行駛的铁轨上而快要被火车撞到。就在这时，光能量从宇宙飞来并与500系新干线合体，电光快车侠Lightning West变形！电光快车侠与黑魔头军的战斗又再度展开了。

## 登场人物

### 地球人
- 圣桥健太（ Hijiribashi Kenta ）- 木村亚希子

本作的主人公。10月份出生，自称词是，讨厌的食物为虾酱。是个可以把溜溜球控制的如同自己手脚一般娴熟的小学四年级学生。在他房间的抽屉内存放着许多平时收集来的溜溜球，墙壁上也贴着相关海报。
喜欢看名为的电视节目。初登场时比较内向，曾因为他羞怯的性格被别人硬添许多不愿意做的工作。不过随着故事的发展逐渐变得开朗起来，若说到『勇气』和『胆量』的话现在的他不会输给作品中的任何一个人，最后一话时正面请求让哲雪的AHR和JHR联合起来对抗银魔快车侠。
同时，即使对方是黑魔头军，如果没有做坏事也不会对对方有偏见，并愿意和其进行普通的接触。因此就算X因为银魔快车侠的策略而变成ShadowX后也愿意相信对方，从某种意义来说也给予X宽恕。
和威斯特是好朋友，互相熟知对方吃拉面时的习惯（18话时提到）。JHR开发的战略型格斗兵器电光加尔达号的唯一搭乘者，在跟威斯特心神合一之时可以将其本来性能完美发挥。14话的时候虽然丧失了对威斯特和希望等人的记忆，但溜溜球的玩法却依然记得。45话中和黑魔头他们作战时曾一度变成20岁的模样。
- 新桥哲雪（ Shinbashi Tetsuyuki）- 成瀨誠

前作的主人公，自称词是。在美国经历了现实的残酷之后性格变得对金钱执着且非常傲慢，曾经与希望发誓不变的友情也因此变得紧张起来。最终回时在知道了彼此都相信共同的事之后与希望和解了。
美国电光快车侠组织AHR的局长，队员算上他本人和部下也只有三人，以后街冷清的大楼为据点。AHR成立前与他的部下以做各种恶作剧为乐，曾经是个人见人怕的不良少年。不过遇见了雷斯裘后就决定转行做好事，但每次都要得到一笔相应的酬劳做为回报。
回国之后被水代忘得一干二净，在最终话时，搭乘着以电光加尔达号为蓝本改造的牛若丸号（蛮牛号）返回地球。
- 神田水代（ Kanda Minayo）- 嶋崎遙香

同前作一样，在她父亲开的饮食店中做帮忙看店的漂亮的女看店员。店名由咖喱屋变成中华料理店的原因不明。乍看之下是个活泼可爱的美少女，但若生气的话非常可怕。她的性格在本作中和前作一样高傲，但即便如此也还是会帮助健太他们并对其作出忠告。而且随着剧情的发展她在片中的表现也越发突出，更曾像健太他们一样驾驶着类似魔神Z的专用机器人活跃着。同健太一样，也会拿黑魔头军的部分成员当作自己的朋友一般为其着想。
已是初中2年级学生的她在片中登场的人类角色中是唯一一个全年更换过两种基本服装的人。作品中唯一判明的是其身高152cm。体重不明。在5月份中放送的第6话预告中已说明她是14岁，生日被推测在5月～6月上旬。自称词是或。
- 市谷园华（市ヶ谷ソノカ）- 梶田夕贵

活力十足的女孩子，自称词为或。学习优秀，剧中已明确她是班中的学习委员。在和健太、胜组成的三人组中有着领导者的气势，由于性格相似的关系经常和水代一起行动。也拥有一台她专用的机器人存在，但根据设定上的描述，其性能似乎不如水代的机器人。
- 品川胜（品川スグル） - 真田麻美

有钱人家的少爷，自称词为，是个以『妈妈』一词作为口头禅的少年，喜欢的食物是母亲做的布丁。虽然平时喜欢装模作样，但也会有软弱爱哭的一面，害怕蟑螂。

### 电光快车侠
- 威斯特（ West）【JHR001】 - 松本さち

前作的小宝宝成长后作为本作的主人公电光快车侠登场，性格好胜且不服输，由于年龄的关系做事时偶尔也会以自我为中心。与人类的小男孩圣桥健太是好朋友，虽然平时也会因为点小事而斗嘴，不过基本保持着良好的关系，与JHR电光加尔达号合体后成为其核心部分。
必杀技是从武器『/Bird Sword』中放出的火鸟『/Lightning·Bird』，此招与希望号等人的必杀技的合体技能『/Lightning·Dragoon』，还有，把能源集中在剑的尖端一口气释放出的『/Lightning·Phoenix』。在跟电光加尔达号合体时更能使出名为『/Lightning·Buster』与『/Lightning·Big-bang』之技。自称词是，本名『/Lightning West』。
- 希望（ Nozomi）【JHR002】 - 涩谷茂

前作的希望号成长、继承电光队长之后成为新任的电光快车侠队长，性格比起以前更加沉稳而不会冲动，不过也有觉得自己的领导能力不如电光号队长而苦恼的一面，但因为电光快车侠X一事后正式接任了电光队长的职位，除了跟E4比赛『食物大战』的癖好之外还有着画肖像画的特长。本作中其声优由涩谷茂担当，不过在42话回忆和独白的时候为他配音的人曾一度换为前作的声优。
必杀技是由武器『/Lion Sword』的刃部释放出的能量，与从盾牌中放出的能源『/Sky·Washer』。自称词为，第42话回忆与独白的时候是，本名『/Lightning Nozomian』。
- 翔翼（ Tsubasa）【JHR003】 -  福山润

在本作中Tsubasa已经成长为一个大哥哥，不过性格仍旧有些自大。曾经为了知道自己生存的意义而跟随南瓜假面（其真身是水代的父亲）进行包饺子的修炼。
必杀技是从改造后的盾牌『/Wing Shield』中释放出无数光能源羽毛再转化成银色的鹰之能源劈裂敌人的『/Lightning·Wing』。自称词为，本名『/Lightning Tsubasaan』。
- E4（ E4Power）【JHR010】- 稻田徹

沉默寡言，但力气很大。或许因为其电车模式采用双层设计的关系，变身后E4的体型稍大于其他电光快车侠。他的兴趣是扫地，同时也是希望比赛『食物大战』的对手。本作中他打招呼的方法相比前作有所改变，前作是，本作则是。不使用助词，多少有些愚蠢的说话方式是他的特征。
必杀技是将武器三叉戟『/Buffalo Spear』刺向地面后放出的『/Lightning·Buffalo』。自称词为，本名『/Lightning E4 Power』。
- 黃博士（ Doctor）【JHR009】 - 稻田徹

前作开始便作为电光快车侠医生登场，拥有可以治疗电光快车侠们的伤及恢复破损物品的能力，同以前一样擅长修理机械，就是他和迪太郎一起将电光加尔达号改造成电光加尔达号MK2。必杀技『/Medical wave』与『/Doctor Wave』属于治疗型招数。自称词是，本名『/Special Mobile Doctor』。
- Seven（セブン）【JHR020】 - 有马克明

最强的电光快车侠，经常不费吹灰之力便将敌人打败，性格有些高傲。起初不愿与别人联手，不过终因健太与希望等人的努力逐渐融入到JHR的其他成员当中，成为可靠的战友。后来因不知『正义是否适合自己』一事而迷茫，为了证明自己为正义效力的能力而扮成披着黄色披风戴面具的电光快车侠7号轨道（Lightning Roal Seven）在街上行侠仗义。
使用着比自己身体长出两倍的长剑，在设定画中记载其名称是『七支刀』，正式名称为。必杀技是『/Lightning ·Wivern』和『/Lightning·Slicer』，自称词为，本名『/Lightning Buster Seven』。
- （ Nankai Rapit）【JHR008】- 尾形雅宏

电光快车侠忍者，自称词为，实力仅次于Seven。必杀技是先使用分身术再以本尊直击敌人的『关空忍者斩』，黑魔之星为了打赢他多次请求Seven帮自己进行训练。
- 电光战警（ Police Win）【JHR015】- 有马克明

本作中初次登场便将犯人逮捕成功，随后和威斯特健太等人一起为捉住偷374料理店饭盒的小偷大费周折，后来更误解了富士见在打电话时说的话，为找到“偷500日圆的小偷”（实为水代找错了500元钱）上演了一场闹剧。抓捕歹徒时非常严厉，但同时也有关爱弱小生命的温柔一面。武器是和『/Police Shield』。自称词为，本名『/Special Mobile Police Win』。
- E1（ E1 Sniper）【JHR019】- 尾形雅宏

于15话登场，代替前作的狙击手号来地球的特车队队员。与前作中的E1 Max是同一车型，但颜色不同，为另外一人，有着军人般的气质。武器是步枪与盾牌，初登场时因为看不惯众人对基地警备的松懈态度而让大家每人做俯卧撑100次（未遂）。在设定画的对比图中，他的体型大小与E4相同。自称词是或，本名『/Special Mobile E1 Sniper』。
- 尼克斯（ Fire Nex）【JHR018】- 矢部雅史

于15话登场，在前作中便登场的特车队队员，如果发生火灾就会立刻出动，原本特殊车辆中可以喷水的灭火炮在本作被设定到他的第一节车箱之中。因为和E1一样喜欢水代，为了取得水代的青睐与E1进行着各式各样的较量。武器是，自称词为，本名『/Special Mobile Fire Nex』。
- E2（ E2 Jet）【JHR023】- 远近孝一

前作是E3竞赛速度的对手，今作作为他的兄弟（兄）登场。兴趣是与弟弟E3合说的单口相声，但经常会搞成冷笑话。在空中能够高速飞行的能力和武器『/Jet Gun』本作中依然使用，武器在片中以『/Jet Gun·Attack』之名称呼。自称词是，本名『/Lightning Two Jet』。
- E3（ E3 Racer）【JHR024】- 矢部雅史

前作是E2的对手，本作则以E2兄弟（弟）的身份登场。在普通的路线上行车速度很快，能够轻易超越同为新干线电车模式行驶的翔翼。本作中为了让自己有更多表现的机会会经投靠AHR。武器是，但片中并没有使用。自称词是，本名『/Lightning Three Racer』。
- 小介/K君（ K-Kun）【JHR021】- 真田アサミ

JHR最小的电光快车侠，背部的英文字母『K』是他的特徽。自称词为的他是个还不会说话的小孩子，性格天真浪漫。比起前作来他的身体稍微成长了一些，与健太和拉比特的关系很好。
火车模式原型为新干线200系电车K编程，然而本作中他并没有以回程模式登场过。
- 莱纳（ Sky Liner）【JHR025】- 松本吉朗

通称莱纳（ライナー）。本作中初次登场的电光快车侠，刚登场时所说的话『好久没来地球了，还真是平静』仿佛他过去来过地球的样子。虽然乐于助人，不过也经常会把别人卷入麻烦中，熟悉关于机场的各项事宜。必杀技是使用武器以突破音速的速度制造冲击波向敌人发起进攻的『/Lightning·Tiger』和发展系的『/Lightning·Tiger&Liger』，自称词为。
首次登场时其色调为白色和绿色（酷似前作的星星号），此时他的名字叫做『/Hikarian Liner』，18话再度登场后便按照玩具设定的颜色作为标准，本名『/Sky Liner』。
- 雷斯裘（ AHR Rescue）【AHR026】- 齋賀光希

通称雷斯裘（レスキュー），是哲雪在美国的电光快车侠伙伴。平时称哲雪为『老板』，喜欢拿英文地方口音+英语的语调说话，性格善良。虽然与前作登场的公路电光快车侠救援车的车型相同但推测与其并无联系。汽车模式时他的驾驶席被设在左侧，片中哲雪坐在其驾驶席上开车的样子被多次描写。使用武器『/Rescue Bazooka』，必杀技是『/Rescue Bomber』，自称词为『Me』或者。
- 电光快车侠X（ HikarianX）【JHR022】- 远近孝一

在电光快车侠之间被称为『无敌战士』传说般的存在，本被封印在地球，不过现在他因为不明原因复活了。因为健太的关系使其打开了心扉，并决定帮助JHR。
他的原型是银魔快车侠很久以前制造的实验体，拘束于愤怒和憎恶情感的Bratcher传说中的战士『ShadowX』。由于银魔快车侠的策略令其将JHR处于毁灭状态，但后来在健太跟电光队长的帮助下取回了自己的记忆，为了从邪恶力量中得到解脱，与电光队长一起离开了，在这之后曾与电光队长一同在最终回登场。必杀技是从手中持有的两把剑中放出的『/Lightning Unicorn』，自称词为。
最初使用的剑具有复制别人的招数的能力，觉醒后的武器是动画原创的剑，但仍旧继承了以前的技能，不过拷贝后的招数无论是颜色还是动物的图腾都与原持有者使用的时候相反。
- 电光队长（ Hikari队长）【JHR004】- 井上和彦

前任电光快车侠队长，因不明原因辞去队长一职。为了将X永远封印把证明队长身份的徽章托付给希望之后与X一起离开了。最终决战之时曾使用过武器『/Sonic Cracker』，自称词为，本名『/Lightning Hikarian』。

### Bratcher
- 黑魔头（ Black Express）【BTR005】- 千葉繁

自称词为，同前作一样被阿呆与耗呆称作『老大』。性格比起以前来并无变化，依然关爱着自己的部下，喜食布丁。本作里常常操控着巨大的『Bratcherlu』系列机器人登场，虽然每次都是临时才想到作战计划，但不管怎样都会被轰上天空。武器为两把『/Dark Machine Gun』，前作中旋转身体前可转动的钻头的能力在本作中再度登场。必杀技是把黑暗能源集中在黑暗机关拳上一口气放出的『/Black Bird』，仅在19话使用。
- 阿呆（ Dozilas）【BTR006】- 伊东みやこ

黑魔头的部下，自称词是，在第七话时还用过一次。性格与前作相比基本无变化，武器在设定画中被注明为是铁锹形的枪。和耗呆在本作中再度拜拉比特为师，不过片中真正描绘他们进行训练的情景只有前作里才提到。本名『/Bratcherlu Dozilas』。
- 耗呆（日语：国鉄C55形蒸気機関車）（ Ukkari）【BTR007】- 樱川朝恵

黑魔头的部下，自称词是。与前作一样喜欢水代，本作中与阿呆共同拜拉比特为师学艺。运气超级好，可也却因此被银魔快车侠抓走用来改造他开发的新型机器人。持有武器是鹤嘴镐形的弩。火车模式原型为日本国营铁路C55型蒸汽机车，属于初期的流线型，本名『/Bratcherlu Ukkari』。
- 优洛（ Euro）【BTR014】- 檜山修之

通称『优洛男爵』，是银魔快车侠的部下之一，外表酷似前作的欧洲之星号。等级和黑魔头相同，在阿呆与耗呆之上。
与黑魔头是死对头，平时喜欢以自己喜欢的方式作战，不过基本跟黑魔头站在同一战线。常驾着马车或乘坐一艘他专用的宇宙飞船·巨大战舰登场，喜欢用掺和着英文和法语语调的日语讲话，品味怪异。
兴趣是唱歌，不过却是个音痴。在宇宙唱歌比赛的大会预选赛上落败，因此妒嫉获得冠军的Seven。由于黑魔头的关系使他平时显得比较愚蠢，但在41，42话时亲执行银魔快车侠的命令参加战斗。使用武器为『/Euro Stick』，自称词是，本名『/Bratcherlu Euro』。
- 黑魔之星（日语：新幹線952形・953形電車）（ Star）【BTR017】- サエキトモ

和电光快车侠X一样是被银魔快车侠作出的实验体，实为X的弟弟，初登场时被银魔快车侠说成是『Bratcher未来的期待之星』。平时称呼黑魔头为『老师』，阿呆耗呆为『前辈』。外表酷似前作的星星号，但同优洛男爵与欧洲之星号一样，在设定中并没有没有明确两者之间的关系。
拥有『软弱平和的Star』、『凶暴武士之Star（通称“/Kappa Mode”）』与『冷酷无情且残忍，擅长使用奸智，战斗能力高强的Dark Star』三种人格，以不同的人格看别人时就连他的眼神都变得会不一样。平时待人和善，看到河童后则变成凶暴的武士，只有再次看到同样的东西后才能恢复成平时的样子。如果看到天狗的话他的第三人格便会触发，成为残忍的Dark Star侯爵，但同时也会失去自我意识。其第三重人格最后被拉比特与莱纳的联手封印在他的记忆回路之中。
必杀技是从与前作的星星号同型的剑（颜色不同）中发射的『/Shooting Star』，还有，发射从异空间召唤而来的陨石的技能『/Star Comet』。或许是因为以Dark Star的状态使用的关系，此后该绝招被改名为『/Dark Comet』。
自称词平时用，凶暴之时是，Dark Star时则是（与在平时状态时的语气不同）。以Dark Star模式初登场时称呼银魔快车侠为『银魔阁下』（シルバー閣下），河童模式时则也是水代的支持者之一。本名『/Bratcherlu Star』。
- 银魔快车侠（ Silver Express）【BTR016】- 中田和宏

从前作便登场的Bratcher大干部，为地球方面军的司令官，但绝对不是Bratcher的『统治者』，根据第13话的描述，其官职好像是『第24银河第13师大干部』。在前作中多少也有过滑稽的表现，但在本作里他的性格用“冷酷无情”一词来形容更合适不过了，自称词是，最终回则是。
兴趣是制作究级的Bratcher战士，电光快车侠X和黑魔之星便是他手下的牺牲品，除此之外还有着台球等爱好。拥有强大的黑暗力量，不过他本人在还没有来得及使用这股力量的情况下便被打败了，最后一话时提到他最讨厌的东西为宇宙水痘。
曾寄给黑魔头等人秋刀鱼，对部下的服务态度好的令人意外。首次登场是11话，不过他的名字早在第5话和第9话时便被提到了，设定画中他的体型被设计成与E4相同的大小。武器是在前作只用过一次的『/Silver铁球』及至今都未使用的『/Vulcan Drill』（在《超特急》的时代该武器被称作）。
再者，他是全系列动画中唯一一个没有变成过火车模式的角色，其玩具一并附送OVA版的录像带。
- （Bratcherlu Jr1）- 西沢広香

第47话时黑魔头他们使用自己的能源创造出来的101尊Bratcherlu Jr的其中一人，有着与阿呆和耗呆一样的外表，最初在数量的方面压倒了电光快车侠。后来打算平静的生活，借用阿胜家的地下仓库制造了属于自己航天飞机去宇宙旅行了。自称词是，对黑魔头三人的称呼则是。之后于的中再度登场。
- （Bratcherlu机器人 1～6号）- 黑木胜志

黑魔头为了和电光加尔达号对抗于28话中开发的机器人。依照『如果与加尔达号对抗就要开发比其速度更快的机器人』的想法制造，有着漂亮的体型。这个机器人的成功开发曾令加尔达号一度陷入苦战。最初的1号体型较小，需要靠喝牛奶才能成长。他的额头上描绘着Bratcher的骷髅标志，不过后来被改成了号码。之后开发的机体基本与它同型，而破坏力也随着再登场与号码的变更逐步增强。从被强化后的加尔达MK2陷入苦战这一情况来看，推测它们每次登场都在不断的进行改良。在这之中的2号名为，必杀技为『/Punch』与『/kick』，但威力一般。
黑魔头他们为了作战而准备的中型机器人。1～5号在第9话，6号是23话，7号于39话中登场。
- （ShadowX）- 远近孝一

X的本来身姿，眼睛形状与玩具版黑魔头的眼很像，变成电光快车侠模式时身体会被一层浅紫色的光覆盖。初登场时曾被黑魔之星叫过『/Bratcherlu X』，不过仅仅一次。处于这个状态的他不会拥有自己的理智，只会本能的进行破坏，推测银魔快车侠因为这个缘故才评价其为『瑕疵品』。
ShadowX的身体与『地神兽Sphinx』合体之后可以变成『/巨神Devil-X』，但外表与『/God X』没有区别。

### JHR
- 富士见铁雄（ふじみ てつお）- 檜山修之

电光快车侠基地的现任司令官，平时常穿一身畅怀的紫色长袖大衣与绿色的列车长制服登场。兴趣是制作帆船模型，不过由于电光快车侠与黑魔头军团破坏等诸多原因一次都未成功过。自称词是，乍看之下不是什么可靠的人，但关键时刻却非常值得信赖。
- 松田晓美 （まつだ けみ）- 栗原みきこ

电光快车侠基地的操作人员，自称词是。美丽的外表令人无法想象到她其实是个食量很大的人，平时总会吃点什么。其亲属经营着一家温泉旅馆，父亲为建设公司的社长。
- 竹田时定（たけだ きさだ）- 涩谷茂

喜欢装模作样的美男子，手里经常拿着一支玫瑰。和女孩子搭讪的时候时常露出自己那副洁白的牙齿，片中似乎很少以JHR的程序编制员的身份登场。13话时竹田驾驶着电光加尔达号作战，不过却战败了，此后短暂失忆，但见到穿着旗袍的水代后记忆便逐渐恢复，自称词是。
- 梅田迪太郎（うめだ きたろう）- 葛城政典

JHR的机械工，自称词是。被希望等人称呼为『梅田队员』，年龄不详。身材较小且有些肥胖的青年，是电光快车侠的绝对支持者，对水代有好感。
- 电光加尔达号（ Lightning Garuda）

一台巨大的机器人，是JHR为了和Bratcher对抗开发的『战略型格斗兵器』，正式名称为『JHRガルーダ/JHR Garuda』，与驾驶员座舱装置（Cockpit unit）合体后展现出其本来的身姿。初登场时由时定驾驶，不过14话与威斯特合体之后便由健太跟威斯特共同操控，喷气式飞机『Sky·Garuda』模式时则由健太一人搭乘。后来在追加了推进器装置（Booster unit）后改造成的新机体『/Lightning Garuda MKII』比之前更具威力。
全高：18.4m 
重量：117t
最高出力：60亿兆生命
最高速度（Sky Garuda时）：300G
材质：Carbonium

### 未登场的电光快车侠
虽然在系列动画（包括第一部）中没有登场却依旧发售了玩具的电光快车侠的存在，除电车之外还包括警车、直升机和坦克等诸多交通工具为原型变身的电光快车侠登场。
- （Win Dash）【JHR011】- 卷口久美子 （《超特急》中的声优）

前作中是电光快车侠基地的操作人员之一，性格宽宏大量，待人友好。推测在本作中留在了电光快车侠星，根据玩具附送的卡片上记载，他的必杀技追加了『/Lightning Dash』这项技能。
- 大将（ Taisho）【JHR012】

被朋友们称为『大将』，本作中原创的电光快车侠。回程的火车模式原型跟《超特急》中的山神号同型，但两者关系不明。必杀技是，本名『-{ヒカリアンタイ
ショー}-/Hikarian·Taisho』。
- （Kodaji）【JHR013】 - 铃木胜美（《超特急》中的声优）

电光快车侠长老，本名。玩具附送的卡片中做的介绍基本沿袭了《超特急》中的设定。
- 翼号（E3系1000番台）

由行驶在东京至山形地区之间的E3系新干线电车翼号变身而来的电光快车侠。
- 高速巡逻车（高速パトカー）

由警视厅高速道路交通警察队的高速巡逻车Mazda RX-8变身而来的电光快车侠。
- 救援工作车（レスキュー工作車） - 武本和广

由三菱U-FK417EW破坏工作车变形而来的电光快车侠。
由美国主力战车·M1 A2 SEP Abrams变身而来的电光快车侠。
由武装直升机波音（McDonnell·Douglas）AH-64D Apache·longbow变形而来的电光快车侠。
由Lockheed·Martin F-117夜鹰战斗机变形而来的电光快车侠。

## 各话标题
| 集数 | 播出日期     | 中文名称                                | 日文名称 |
| ---- | ------------ | --------------------------------------- | -------- |
|      | 02年4月7日   | 电光快车侠变身！ 恐怖的虾酱             |          |
|      | 02年4月14日  | 背对背风暴 樱花谢了又开                 |          |
|      | 02年4月21日  | 火焰食物大战 远足千钧一发               |          |
|      | 02年4月28日  | 四打破坏大王 邪恶威斯特                 |          |
|      | 02年5月5日   | 电波塔遭到攻击 优洛男爵登场             |          |
|      | 02年5月12日  | 忍者特快拉比特 猴子将军的野心           |          |
|      | 02年5月19日  | 草莓怪物 含泪的叽部烧之歌               |          |
|      | 02年5月26日  | 高热的恶梦 神秘的电光快车侠X            |          |
|      | 02年6月2日   | 魔术Seven 行刑前倒数五秒                |          |
|      | 02年6月9日   | 电光快车侠刑警就任 电光战警的事件簿     |          |
|      | 02年6月16日  | 拉面禁止地带 逃亡之旅的尽头             |          |
|      | 02年6月23日  | 破坏武器疯狂罗德Z                       |          |
|      | 02年6月30日  | 永远自地表消失                          |          |
|      | 02年7月7日   | 太阳会再度升起                          |          |
|      | 02年7月14日  | 两个电光快车侠 庙会狂想曲               |          |
|      | 02年7月21日  | 我的弟弟 男子汉黑魔头                   |          |
|      | 02年7月28日  | 遥远的水平线 正义是什么                 |          |
|      | 02年8月4日   | 出动！电光加尔达号                      |          |
|      | 02年8月11日  | 电光快车侠飞毛虫                        |          |
|      | 02年8月18日  | 神秘的电光快车侠X                       |          |
|      | 02年8月25日  | 呼风唤雨的电光快车侠 公主骚动           |          |
|      | 02年9月1日   | 呜呼、回忆的火车头 令人心跳的约会大决战 |          |
|      | 02年9月8日   | 疾风！音速兄弟 怒涛！饺子修炼           |          |
|      | 02年9月15日  | 我是啦啦队 荒野的流星                   |          |
|      | 02年9月22日  | 战斗的尽头                              |          |
|      | 02年9月29日  | 壮烈猛烈的赛车赛                        |          |
|      | 02年10月6日  | 电光快车侠美女                          |          |
|      | 02年10月13日 | 秋叶原战记！                            |          |
|      | 02年10月20日 | 起飞！加尔达 MK II                      |          |
|      | 02年10月27日 | 威斯特复活计划                          |          |
|      | 02年11月3日  | 一号星！七颗星 忍者星！流星             |          |
|      | 02年11月10日 | 感动！黑魔总理 JHR基地的新生            |          |
|      | 02年11月17日 | 温泉馒头传说                            |          |
|      | 02年11月24日 | 巨神、完全苏醒                          |          |
|      | 02年12月1日  | 圣诞黑公公 圣诞快乐 阿胜先生            |          |
|      | 02年12月8日  | 炸虾的尾巴2 超机器人大战斗              |          |
|      | 02年12月15日 | 巨神、真实的觉醒                        |          |
|      | 02年12月12日 | 大怪兽VS电光快车侠                      |          |
|      | 02年12月29日 | 岁末抽签大作战！ 黑魔头老师！我爱你     |          |
|      | 03年1月5日   | 憧憬的03机场 美丽的野兽                 |          |
|      | 03年1月12日  | 黑色的谋略                              |          |
|      | 03年1月19日  | 永远沉睡                                |          |
|      | 03年1月26日  | 来自自由国度的人 空白的岁月             |          |
|      | 03年2月2日   | 来自游星的受精卵P                       |          |
|      | 03年2月9日   | 黑魔军团的时钟                          |          |
|      | 03年2月16日  | 电光快车侠与魔灯                        |          |
|      | 03年2月23日  | 前进！101个黑魔头                       |          |
|      | 03年3月2日   | 黑之星的一千零一夜                      |          |
|      | 03年3月9日   | 平行的神秘之旅                          |          |
|      | 03年3月16日  | AHR革命                                 |          |
|      | 03年3月23日  | 超级幸运的耗呆                          |          |
|      | 03年3月30日  | 电光快车侠 Let`s got it on！            |          |

## 主题曲
- 片头曲：

歌：堀江美都子、作词：岩里祐穂、作曲：前田克树、编曲：林有三
- 片尾曲：

歌：The Bratcher、作词：高野台三、作曲·编曲：

## 制作人员
- 原案：
- 企画：岩田圭介、藤原正道
- 企画协力：神尾俊二（TOMY HIKARIAN TEAM）
- 系列构成：井上敏樹
- 人物设定：宫尾岳
- 机械设定：片平正史、征矢浩志
- 作画总监督：宇都木勇、山田浩之
- 美术监督：吉川洋史
- 背景：、
- 摄影监督：今泉秀树
- 色彩设定：木村早苗
- 编辑：今井刚
- 编辑助手：门田晓人→篠崎康行
- 音响助手：饭田里树
- 音响制作：平田哲
- 效果：奥田维城
- 调整：成清量
- 录音：加藤惠美・武藤雅人
- 录音工作室：
- 音乐：林有三
- 音乐制片人：植村俊一、八木仁
- 制作担当：细谷满
- 录像编辑：
- 音乐协力：
- 连载协力：小学馆『幼稚园』『小学一年生』『小学二年生』
- 设定协力：
- 标题：
- ：神戸明、木村健吾
- 制片人：东不可止、斎春雄
- 监督：大庭秀昭
- 动画制作·摄影：
- 制作：东京电视台、东宝

## 相关商品
- 录像带全13卷。

- 于02年5月18号发售相关单曲（8cm小碟）。

## 外部連結
- （日語） 官方網站 （页面存档备份，存于）
- （日語） 东京电视台官网
- （日語） 各种周边详细资料提供[永久]（非官方站）
- （日語） 更多关于模型周边的资料提供站 （页面存档备份，存于）（非官方站）

| 東京電視台 星期日早晨8：30～9：00动画 | 東京電視台 星期日早晨8：30～9：00动画 | 東京電視台 星期日早晨8：30～9：00动画 |
| ------------------------------------- | ------------------------------------- | ------------------------------------- |
|                                       | （2002年4月7日 — 2003年3月30日）      |                                       |
| 辣妹當家                              | 音速小子X                             |                                       |